# Forever Yours (Tim's 2016 Ibiza Version)
Forever Yours (Tim's 2016 Ibiza Version) è un singolo del DJ producer svedese Avicii, pubblicato postumamente il 14 febbraio 2025. Presenta la collaborazione del cantante Sandro Cavazza con il quale aveva già collaborato nel singolo Without You e altri vari singoli.

## Descrizione
Nel 2020, una versione tribute della canzone è stata pubblicata dal producer Kygo. Il brano era stato originariamente prodotto da Avicii nel 2016, sebbene fosse stato inizialmente presentato come una demo da Sandro Cavazza e Marcus Wessel. La canzone era stata eseguita durante alcuni degli ultimi live di Avicii, inclusa la sua partecipazione all'Ultra Music Festival dello stesso anno, senza però essere mai pubblicata ufficialmente.
Durante un'esibizione a Ibiza, il DJ aveva presentato una nuova versione del brano, che però – come la precedente – non vide mai la luce. Solo dopo l'uscita del documentario Netflix Avicii – My Last Show, su richiesta di numerosi fan, la canzone è stata finalmente pubblicata il 14 febbraio 2025.

## Tracce
Testi di Dominic Miller Jan Kask, Kyrre Gørvell-Dahll, Marcus Wessel, Sandro Cavazza, Gordon Matthew Thomas Sumner, Tim Bergling, musiche di Tim Bergling, Marcus Wessel.
1. Forever Yours (Tim's 2016 Ibiza Version) (feat. Sandro Cavazza) – 3:28